# Championnat de Russie de football 2001
Navigation
Saison précédente Saison suivante
La saison 2001 de Vyschi Divizion est la dixième édition de la première division russe.
Lors de cette saison, le Spartak Moscou a conservé son titre de champion de Russie face aux quinze meilleurs clubs russes lors d'une série de matchs se déroulant sur toute l'année.
Chacun des seize clubs participant au championnat a été confronté à deux reprises aux quinze autres.
Trois places étaient qualificatives pour les compétitions européennes, la quatrième place étant celles du vainqueur de la Coupe de Russie 2001-2002.
Le Spartak Moscou a été sacré champion de Russie pour la neuvième fois.

## Clubs participants
CSKA Moscou
Dynamo Moscou
Lokomotiv Moscou
Spartak Moscou
Torpedo Moscou
Torpedo-ZIL Moscou
Légende des couleurs
- Phase de groupes de la Ligue des champions 2001-2002
- Troisième tour de qualification de la Ligue des champions 2001-2002
- Premier tour de la Coupe UEFA 2001-2002
- Promu de deuxième division

| Club                       | Présent depuis | Classement 2000 | Entraîneur                         | Stade                  | Capacité théorique |
| -------------------------- | -------------- | --------------- | ---------------------------------- | ---------------------- | ------------------ |
| Spartak Moscou             | 1992           | 1               | Oleg Romantsev                     | Stade Loujniki         | 84 745             |
| Lokomotiv Moscou           | 1992           | 2               | Iouri Siomine                      | Stade Lokomotiv        | 28 800             |
| Torpedo Moscou             | 1992           | 3               | Vitali Chevtchenko                 | Stade Eduard Streltsov | 13 200             |
| Anji Makhatchkala          | 2000           | 4               | Leonid Tkatchenko (en)             | Stade Dinamo           | 15 200             |
| Dynamo Moscou              | 1992           | 5               | Aleksandr Novikov                  | Stade Dynamo           | 36 540             |
| Tchernomorets Novorossiisk | 1995           | 6               | Khazret Dychekov (en) (intérim)    | Stade Troud            | 12 500             |
| Zénith Saint-Pétersbourg   | 1996           | 7               | Iouri Morozov                      | Stade Petrovski        | 22 000             |
| CSKA Moscou                | 1992           | 8               | Aleksandr Kuznetsov (en) (intérim) | Stade Loujniki         | 84 745             |
| Saturn Ramenskoïe          | 1999           | 9               | Vladimir Chevtchouk (en)           | Stade Saturn           | 14 685             |
| Alania Vladikavkaz         | 1992           | 10              | Aleksandr Ianovski (en)            | Stade Spartak          | 32 600             |
| Rotor Volgograd            | 1992           | 11              | Pavel Goussev (en)                 | Stade central          | 32 120             |
| Rostselmach Rostov         | 1995           | 12              | Anatoli Baïdatchny                 | Stade Rostselmach      | 15 840             |
| Fakel Voronej              | 2000           | 13              | Aleksandr Averianov                | Stade central          | 32 750             |
| Krylia Sovetov Samara      | 1992           | 14              | Aleksandr Tarkhanov                | Stade Metallourg       | 33 220             |
| Sokol Saratov              | 2001           | 1 (D2)          | Aleksandr Korechkov (en)           | Stade Lokomotiv        | 15 000             |
| Torpedo-ZIL Moscou         | 2001           | 2 (D2)          | Yevhen Kucherevskyi (en)           | Stade Eduard Streltsov | 13 200             |

### Changements d'entraîneur
| Club                       | Entraîneur partant           | Date de départ | Entraîneur arrivant                | Date d'arrivée |
| -------------------------- | ---------------------------- | -------------- | ---------------------------------- | -------------- |
| Alania Vladikavkaz         | Aleksandr Averianov          | avril 2001     | Aleksandr Ianovski (en)            | avril 2001     |
| Dynamo Moscou              | Valeri Gazzaev               | avril 2001     | Aleksandr Novikov                  | avril 2001     |
| Rostselmach Rostov         | Sergueï Balakhnine (en)      | avril 2001     | Anatoli Baïdatchny                 | avril 2001     |
| Tchernomorets Novorossiisk | Anatoli Baïdatchny           | avril 2001     | Viktor Zernov                      | avril 2001     |
| Fakel Voronej              | Valeri Nenenko (en)          | mai 2001       | Aleksandr Averianov                | mai 2001       |
| Tchernomorets Novorossiisk | Viktor Zernov                | juin 2001      | Sergueï Andreïev                   | juin 2001      |
| Anji Makhatchkala          | Gadji Gadjiev                | juillet 2001   | Aleksandr Markarov (intérim)       | juillet 2001   |
| Tchernomorets Novorossiisk | Sergueï Andreïev             | septembre 2001 | Khazret Dychekov (en) (intérim)    | septembre 2001 |
| CSKA Moscou                | Pavel Sadyrine               | octobre 2001   | Aleksandr Kuznetsov (en) (intérim) | octobre 2001   |
| Anji Makhatchkala          | Aleksandr Markarov (intérim) | novembre 2001  | Leonid Tkatchenko (en)             | novembre 2001  |

## Compétition

### Qualifications en coupes d'Europe
À l'issue de la saison, le champion s'est qualifié pour le phase de groupes de  la Ligue des champions 2002-2003, le deuxième s'est quant à lui qualifié pour le troisième tour préliminaire de cette même Ligue des champions.
Alors que le vainqueur de la Coupe de Russie 2001-2002 a pris la première des deux places en Coupe UEFA 2002-2003, l'autre place est revenue au troisième du championnat. Il est à noter cependant que cette dernière n'était qualificative que pour le tour de qualification de la compétition et non pour le premier tour comme la précédente.

### Classement
Le classement est établi sur le barème classique de points (victoire à 3 points, match nul à 1, défaite à 0).
Pour départager les équipes à égalité de points, on tient d'abord compte des confrontations directes, puis de la différence de buts générale et du nombre de buts marqués et enfin si la qualification ou la relégation est en jeu, les deux équipes jouent une rencontre d'appui sur terrain neutre.
| Rang | Équipe                     | Pts | J  | G  | N  | P  | Bp | Bc | Diff |
| ---- | -------------------------- | --- | -- | -- | -- | -- | -- | -- | ---- |
| 1    | Spartak Moscou T           | 60  | 30 | 17 | 9  | 4  | 56 | 30 | +26  |
| 2    | Lokomotiv Moscou           | 56  | 30 | 16 | 8  | 6  | 53 | 24 | +29  |
| 3    | Zénith Saint-Pétersbourg   | 56  | 30 | 16 | 8  | 6  | 52 | 35 | +17  |
| 4    | Torpedo Moscou             | 52  | 30 | 15 | 7  | 8  | 53 | 42 | +11  |
| 5    | Krylia Sovetov Samara      | 49  | 30 | 14 | 7  | 9  | 38 | 23 | +15  |
| 6    | Saturn Ramenskoïe          | 47  | 30 | 13 | 8  | 9  | 45 | 22 | +23  |
| 7    | CSKA Moscou C              | 47  | 30 | 12 | 11 | 7  | 39 | 30 | +9   |
| 8    | Sokol Saratov P            | 41  | 30 | 12 | 5  | 13 | 31 | 42 | -11  |
| 9    | Dynamo Moscou              | 38  | 30 | 10 | 8  | 12 | 43 | 51 | -8   |
| 10   | Rotor Volgograd            | 32  | 30 | 8  | 8  | 14 | 38 | 42 | -4   |
| 11   | Alania Vladikavkaz         | 32  | 30 | 8  | 8  | 14 | 31 | 47 | -16  |
| 12   | Rostselmach Rostov         | 32  | 30 | 8  | 8  | 14 | 29 | 43 | -14  |
| 13   | Anji Makhatchkala          | 32  | 30 | 7  | 11 | 12 | 28 | 34 | -6   |
| 14   | Torpedo-ZIL Moscou P       | 31  | 30 | 7  | 10 | 13 | 22 | 35 | -13  |
| 15   | Fakel Voronej              | 28  | 30 | 8  | 4  | 18 | 30 | 53 | -23  |
| 16   | Tchernomorets Novorossiisk | 23  | 30 | 5  | 8  | 17 | 19 | 54 | -35  |

| Légende : Qualifications et relégations | Légende : Qualifications et relégations                                               |
| --------------------------------------- | ------------------------------------------------------------------------------------- |
|                                         | Ligue des champions 2002-2003 (Phase de groupes)                                      |
|                                         | Ligue des champions 2002-2003 (3e tour préliminaire)                                  |
|                                         | Coupe UEFA 2002-2003 (1er tour)                                                       |
|                                         | Coupe UEFA 2002-2003 (Tour de qualification)                                          |
|                                         | Coupe Intertoto 2002 (2e tour)                                                        |
|                                         | Relégation en deuxième division                                                       |
|                                         | T : Tenant du titre 2000 P : Promu 2000 C : Vainqueur de la Coupe de Russie 2001-2002 |

### Matchs
| Résultats (▼dom., ►ext.)                                   | Ala | Anj | Tch | CSK | DyM | Fak | Kry | LoM | Ros | Rot | Sat | Sok | SpM | ToM | ToZ | Zén |
| Alania Vladikavkaz                                         |     | 2-1 | 1-0 | 0-0 | 3-3 | 0-1 | 0-1 | 1-1 | 3-0 | 3-1 | 0-5 | 2-0 | 3-3 | 2-0 | 1-1 | 2-0 |
| Anji Makhatchkala                                          | 3-2 |     | 3-1 | 0-0 | 1-0 | 2-2 | 4-1 | 1-0 | 0-1 | 0-0 | 1-1 | 2-0 | 1-2 | 0-1 | 0-2 | 0-0 |
| Tchernomorets Novorossiisk                                 | 1-0 | 0-0 |     | 2-0 | 1-1 | 1-0 | 0-0 | 2-1 | 1-1 | 2-3 | 0-3 | 1-3 | 1-2 | 0-5 | 0-0 | 1-4 |
| CSKA Moscou                                                | 3-0 | 1-0 | 2-1 |     | 2-0 | 5-1 | 0-3 | 2-1 | 0-0 | 2-1 | 0-0 | 4-0 | 1-1 | 0-1 | 1-1 | 1-1 |
| Dynamo Moscou                                              | 2-0 | 1-1 | 2-1 | 3-1 |     | 6-2 | 0-1 | 1-2 | 3-1 | 2-1 | 2-0 | 1-1 | 1-1 | 0-4 | 2-1 | 1-3 |
| Fakel Voronej                                              | 1-0 | 0-1 | 0-1 | 1-1 | 1-2 |     | 1-0 | 2-0 | 4-1 | 3-1 | 1-0 | 0-1 | 0-5 | 2-2 | 2-0 | 1-2 |
| Krylia Sovetov Samara                                      | 1-1 | 0-0 | 0-0 | 0-0 | 3-0 | 3-1 |     | 1-1 | 3-0 | 3-0 | 2-0 | 1-0 | 1-2 | 3-0 | 2-1 | 1-0 |
| Lokomotiv Moscou                                           | 3-1 | 4-0 | 4-0 | 3-2 | 4-1 | 1-0 | 1-2 |     | 0-0 | 2-0 | 1-1 | 3-0 | 2-1 | 3-1 | 1-0 | 5-1 |
| Rostselmach Rostov                                         | 3-0 | 3-2 | 0-0 | 0-1 | 1-1 | 1-0 | 2-0 | 0-0 |     | 1-2 | 1-4 | 1-2 | 0-1 | 5-2 | 1-0 | 1-2 |
| Rotor Volgograd                                            | 3-0 | 1-1 | 3-0 | 1-1 | 1-2 | 4-0 | 3-1 | 1-3 | 1-0 |     | 1-0 | 1-2 | 3-3 | 1-1 | 0-0 | 0-0 |
| Saturn Ramenskoïe                                          | 1-0 | 1-0 | 4-0 | 1-1 | 6-1 | 0-0 | 2-0 | 0-0 | 0-1 | 2-1 |     | 1-2 | 3-0 | 0-1 | 1-0 | 2-2 |
| Sokol Saratov                                              | 4-1 | 2-0 | 0-0 | 0-2 | 2-1 | 2-1 | 1-0 | 1-2 | 1-1 | 1-0 | 0-2 |     | 2-4 | 0-2 | 1-0 | 0-1 |
| Spartak Moscou                                             | 1-1 | 2-1 | 5-0 | 1-0 | 2-1 | 3-0 | 1-0 | 1-0 | 5-1 | 1-0 | 0-0 | 0-0 |     | 2-2 | 1-1 | 3-1 |
| Torpedo Moscou                                             | 0-1 | 2-1 | 3-1 | 1-3 | 1-1 | 3-1 | 0-4 | 1-1 | 2-1 | 1-1 | 1-4 | 6-2 | 2-0 |     | 1-0 | 3-2 |
| Torpedo-ZIL Moscou                                         | 1-1 | 1-1 | 2-0 | 0-2 | 1-1 | 3-1 | 1-0 | 0-4 | 0-0 | 3-2 | 1-0 | 1-0 | 0-2 | 1-1 |     | 0-2 |
| Zénith Saint-Pétersbourg                                   | 3-0 | 1-1 | 2-1 | 6-1 | 2-1 | 2-1 | 1-1 | 0-0 | 3-1 | 2-1 | 2-1 | 1-1 | 2-1 | 0-3 | 4-0 |     |
| - Victoire à domicile - Match nul - Victoire à l'extérieur |     |     |     |     |     |     |     |     |     |     |     |     |     |     |     |     |

## Statistiques
| Rang | Joueur               | Club               | Buts |
| ---- | -------------------- | ------------------ | ---- |
| 1    | Dmitri Viazmikine    | Torpedo Moscou     | 17   |
| 2    | Andreï Fedkov        | Sokol Saratov      | 14   |
| 2    | Serghei Rogaciov     | Saturn Ramenskoïe  | 14   |
| 2    | James Obiorah        | Lokomotiv Moscou   | 14   |
| 5    | Dmitri Kiritchenko   | Rostselmach Rostov | 13   |
| 6    | Dmitri Loskov        | Lokomotiv Moscou   | 12   |
| 6    | Vitali Safronov (en) | Fakel Voronej      | 12   |
| 8    | Luis Robson          | Spartak Moscou     | 11   |
| 8    | Egor Titov           | Spartak Moscou     | 11   |
| 8    | Valeri Iesipov       | Rotor Volgograd    | 11   |

| Rang | Joueur             | Club                  | Passes |
| ---- | ------------------ | --------------------- | ------ |
| 1    | Vassili Baranov    | Spartak Moscou        | 12     |
| 2    | Rolan Goussev      | Dynamo Moscou         | 10     |
| 3    | Dmitri Loskov      | Lokomotiv Moscou      | 8      |
| 4    | Valeri Iesipov     | Rotor Volgograd       | 7      |
| 4    | Egor Titov         | Spartak Moscou        | 7      |
| 6    | Piotr Bystrov (en) | Dynamo Moscou         | 6      |
| 6    | Andreï Tikhonov    | Krylia Sovetov Samara | 6      |

## Les 33 meilleurs joueurs de la saison
À l'issue de la saison, la fédération russe de football désigne les 33 meilleurs joueurs du championnat (ru).
Gardien
1. Rouslan Nigmatoulline (Lokomotiv Moscou)
2. Serhiy Perkhun (CSKA Moscou)
3. Maksym Levytskyy (Spartak Moscou)

Arrière droit
1. Guennadi Nijegorodov (Lokomotiv Moscou)
2. Dmitri Sennikov (Lokomotiv Moscou)
3. Vladimir Kouraïev (en) (Saturn Ramenskoïe)

Défenseur central droit
1. Igor Tchougaïnov (Lokomotiv Moscou)
2. Igor Mitreski (Spartak Moscou)
3. Ievgueni Bushmanov (Krylia Sovetov Samara)

Défenseur central gauche
1. Sergueï Ignachevitch (Lokomotiv Moscou)
2. Alekseï Katoulski (en) (Zénith Saint-Pétersbourg)
3. Dmytro Parfenov (Spartak Moscou)

Arrière gauche
1. Youri Kovtun (Spartak Moscou)
2. Jacob Lekgetho (Lokomotiv Moscou)
3. Valeri Tsvetkov (en) (Zénith Saint-Pétersbourg)

Milieu droit
1. Rolan Goussev (Dynamo Moscou)
2. Andreï Archavine (Zénith Saint-Pétersbourg)
3. Andreï Konovalov (en) (Krylia Sovetov Samara)

Milieu central
1. Marat Izmaïlov (Lokomotiv Moscou)
2. Dmitri Loskov (Lokomotiv Moscou)
3. Oleksandr Horshkov (en) (Zénith Saint-Pétersbourg)

Milieu gauche
1. Andreï Kariaka (Krylia Sovetov Samara)
2. Oleksandr Spivak (en) (Zénith Saint-Pétersbourg)
3. Ruslan Agalarov (Anji Makhatchkala)

Milieu offensif
1. Egor Titov (Spartak Moscou)
2. Valeri Iesipov (Rotor Volgograd)
3. Andreï Tikhonov (Krylia Sovetov Samara)

Attaquant droit
1. Vladimir Bestchastnykh (Spartak Moscou)
2. Dmitri Viazmikine (Torpedo Moscou)
3. James Obiorah (CSKA Moscou)

Attaquant gauche
1. Sergueï Semak (CSKA Moscou)
2. Ruslan Pimenov (Lokomotiv Moscou)
3. Aleksandr Kerjakov (Zénith Saint-Pétersbourg)

## Bilan de la saison
| Championnat de Russie de football 2001    |                            |
| Champion                                  | Spartak Moscou (9e titre)  |
| Coupes et trophées                        |                            |
| Vainqueur de la Coupe de Russie 2001-2002 | Lokomotiv Moscou           |
| Qualifications continentales              |                            |
| Ligue des champions 2002-2003             | Spartak Moscou             |
| Ligue des champions 2002-2003             | Lokomotiv Moscou           |
| Coupe UEFA 2002-2003                      | CSKA Moscou                |
| Coupe UEFA 2002-2003                      | Zénith Saint-Pétersbourg   |
| Coupe Intertoto 2002                      | Krylia Sovetov Samara      |
| Promotions et relégations                 |                            |
| Promus en première division               | Chinnik Iaroslavl          |
| Promus en première division               | Ouralan Elista             |
| Relégués en deuxième division             | Fakel Voronej              |
| Relégués en deuxième division             | Tchernomorets Novorossiisk |